# Foersterella seyhanensis
Foersterella seyhanensis är en stekelart som beskrevs av Miktat Doganlar 2003. Foersterella seyhanensis ingår i släktet Foersterella och familjen raggsteklar.
Artens utbredningsområde är Turkiet. Inga underarter finns listade i Catalogue of Life.